# 彭博電視
彭博電視（英語：Bloomberg Television）是一個通過有線電視和衛星傳送电视信号的電視台，其總部位於紐約證券交易所。该电视台的各頻道24小時不间断播放商業和財經相关资讯，并提供了獨特的多資訊畫面。
現時，彭博電視於全世界共有多個頻道，分別在美國本土、印度、土耳其（以土耳其语播出）、歐洲（支部設於英國）、亞太地區（支部設於香港）、蒙古（以喀尔喀蒙古语播出）、加拿大（与当地电视台联办）、澳洲（已于2012年6月开播）和其余地区（国际版）播出。
香港的无綫电视明珠台在凌晨至早晨时段（逢星期二至六约02:00-05:00、逢星期日至一02:30-05:00、逢星期一至日06:00-07:30）以《Bloomberg财经第一线》转播该台节目，但於2014年1月1日起停止轉播。另外，HOY國際財經台从2018年7月30日启播时开始，会在每天以《彭博時段》转播其电视节目最长19小时（逢星期一至日02:00-07:00、逢星期一至六09:00-10:00, 18:00-20:00、逢星期一至五及日16:00-17:00、逢星期一至五12:00-14:00, 20:30-23:00, 23:30-25:30、逢星期六12:30-17:00、逢星期日12:00-13:30）。

## 已停播本土内容的地區
该频道曾于世界各地設立不同語系頻道，并針對不同地區觀眾製播節目，但因成本問題停製针对以下地区制作的本土化內容，並于对应的本地频道改播現存四頻道播出的英語節目。
- 日本
- 法國
- 德國
- 意大利
- 西班牙
- 拉丁美洲（以西班牙語播出）
- 巴西（以葡萄牙語播出）

## 外部連結
- 彭博公司官方網站 （页面存档备份，存于）